# مربع ساتور

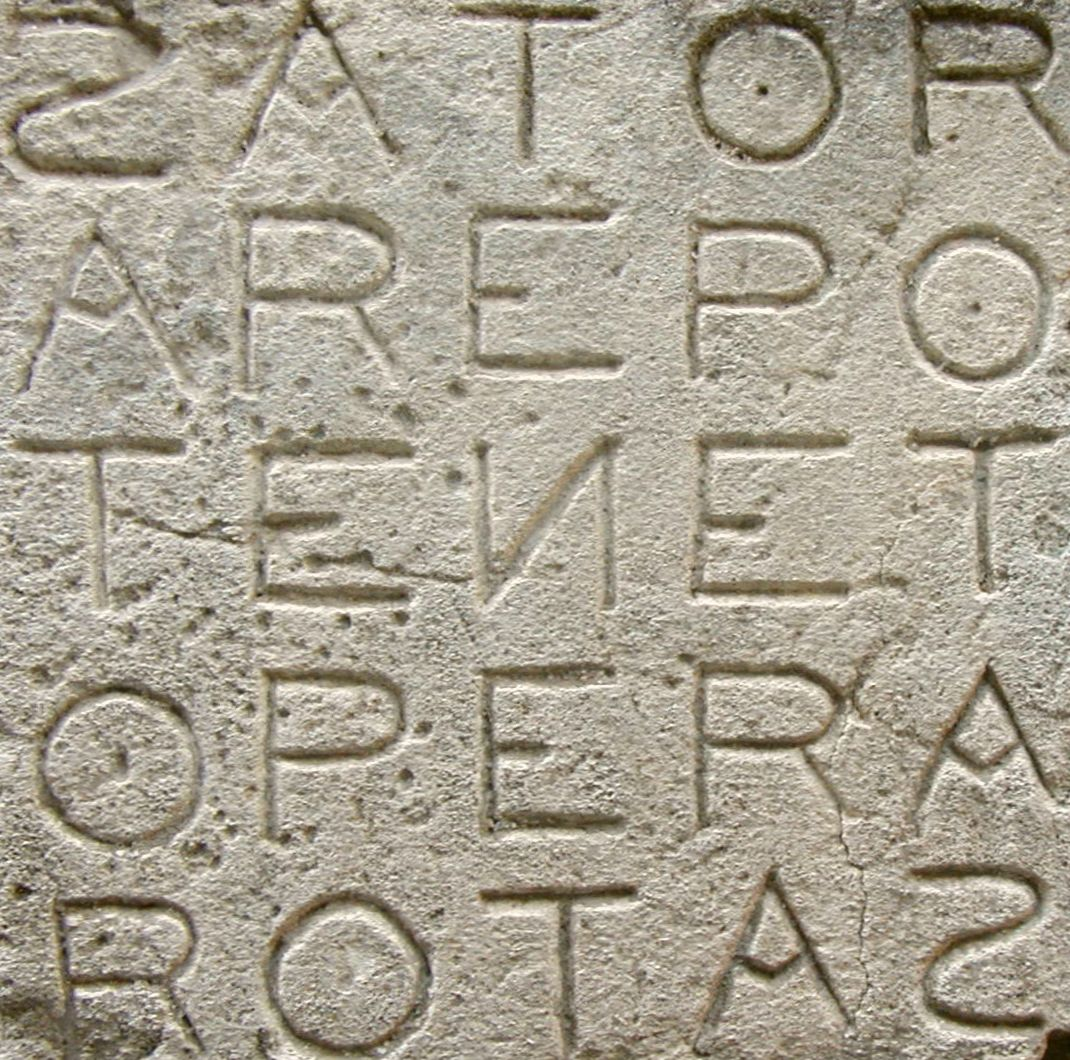
مربع ساتور بر دیواری قدیمی در اپده، فرانسه.

مربع ساتور (Sator Square) یا مربع روتاس (Rotas Square)، مربع واژهای است که دربرگیرنده واروخوانهای به زبان لاتین است بدین مضمون: SATOR AREPO TENET OPERA ROTAS که با چینش آن به شکل مربع، می‌توان آنرا از بالا به پایین، از پایین به بالا، از چپ به راست یا از راست به چپ خواند بدون اینکه ترتیب حروف تغییری کند.
اولین نسخه آن در خرابه‌های شهر پمپی پیدا شد که در زیر خاکسترهای فوران سال ۷۹ پس از میلاد آتفشان وزوو قرار دارد. نمونه‌های پیدا شده از آن در میزهای سنگی یا کوزه‌های سفالی پیدا شده‌است. معنی دقیق آن مشخص نیست و موضوع گمانه‌زمانی‌های بسیاری قرار گرفته است.

## برگردان

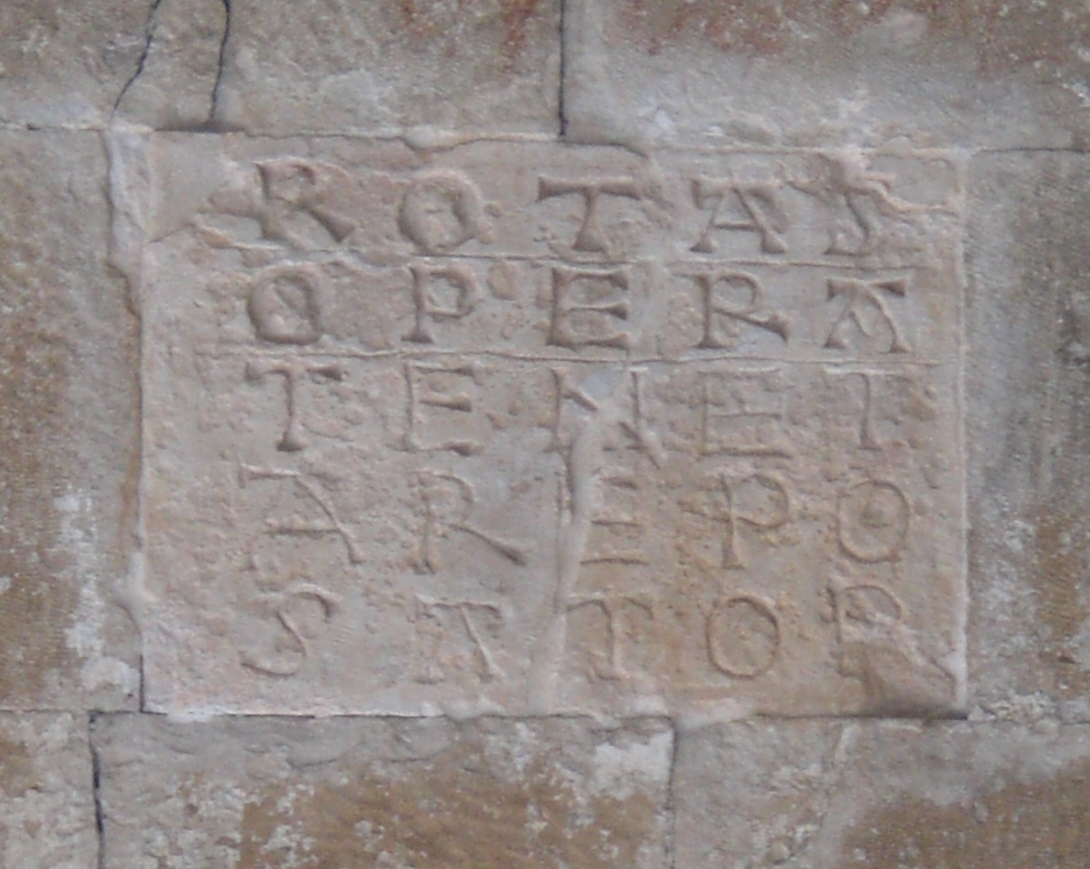
مربع ساتور بر دیواری در کاپسترانو، ایتالیا.

Sator: افشاننده بذر (از sero به معنی پاشیدن بذر)، کشاورز؛ پایه‌گذار، جد، نیا؛ بنیان‌گذار.
Arepo: ناشناخته (به نظر یک نام ساختگی است)؛ به نظر شبیه arrepo است که از ad repo گرفته شده و معنی «خزیدن به سمت» را می‌دهد.
Tenet: گرفتن، نگه داشتن (از teneto به معنی گرفتن)؛ فهمیدن؛ داشتن؛ اربابان؛ حفظ کردن.
Opera: کار، توجه؛ کمک، خدمت؛ تلاش، مشکل.
Rotas: چرخ، گشتن؛ گردیدن، چرخش؛

## مکان‌های یافت‌شده
قدیمی‌ترین نسخه آن را در خرابه‌های شهر پمپی پیدا کرده‌اند. نسخه‌های دیگری از آن در دورا اروپوس، کورینیوم دوبونوروم (در انگلستان) و در کلیسای سنت ماریا مگیور سافت شده‌اند.
نمونه‌ای از آن که در شهر منچستر یافت شده متعلق به قرن دوم میلادی است و آنرا از اولین نشانه‌های ورود مسحیت به انگلستان می‌دانند. نمونه دیگری از آن در سنگ‌های کلیسای ریوینگتون پیدا شده‌است.
نمونه دیگری از آن در کلیسای جامع سیه‌نا در شهر سیه‌نای ایتالیا یافت شده‌است. نمونه دیگری نیز در دیوارهای قدیمی اپده در فرانسه یافت شده‌است.